# 京都教育大学附属幼稚園
京都教育大学附属幼稚園（きょうときょういくだいがくふぞくようちえん）は、京都市伏見区にある京都教育大学附属の幼稚園。

## 概要
1885年（明治18年）に京都府女学校師範学科附属幼稚園として設置され、有数の歴史をもつ。下立売釜座、紫野、伏見区中之町住吉と移転し、現在地の桃山井伊掃部東町に至っている。
京都教育大学の附属幼稚園として、幼児教育の理論および指導方法の実践的研究、京都教育大学学生の幼児教育実習を行っている。
卒園すると京都教育大学附属京都小中学校（京都市北区）または隣接する京都教育大学附属桃山小学校に内部進学（「連絡進学」）する。通学域は両小学校の通学域を合わせた範囲である。
園庭の真ん中に植えられているイチョウは樹齢約100年を数え、シンボルとなっている。

## 沿革
- 1885年（明治18年）-『京都府女学校師範学科附属幼稚園』として附設
- 1887年（明治20年）-『京都府尋常師範学校附属小学校幼稚保育科』となる
- 1893年（明治26年）-『京都府尋常師範学校附属幼稚園』となる
- 1908年（明治41年）- 京都府女子師範学校が独立。『京都府女子師範学校附属幼稚園』となる
- 1909年（明治42年）- 京都府女子師範学校の移転に伴い、京都府愛宕郡大宮村（現在の京都市紫野地域）に移転
- 1917年（大正6年）- 京都府女子師範学校が京都府紀伊郡掘内村（現在の京都市伏見区桃山地域）に移転
- 1918年（大正7年）- 本校の移転に伴い、京都府伏見町中之町（現在の伏見区中之町住吉幼稚園）に移転
- 1935年（昭和10年）- 伏見区桃山町に新築移転
- 1951年（昭和26年）- 京都学芸大学への昇格に伴い『京都学芸大学附属幼稚園』となる
- 1966年（昭和41年）- 京都学芸大学の京都教育大学への学名変更に伴い『京都教育大学教育学部附属幼稚園』と改称
- 1968年（昭和43年）- 伏見区桃山井伊掃部東町（現在地）に新築移転
- 1972年（昭和47年）- 『京都教育大学教育学部附属幼稚園』に改称
- 2004年（平成16年）- 国立大学が法人化され、学部附属から大学附属となり、『京都教育大学附属幼稚園』と改称

## 特記事項
- 1985年（昭和60年）- 創立100周年
- 2005年（平成17年）- 創立120周年

## 同窓会長
- 初代会長＜在任：昭和60年～平成16年＞ 岡本知蔵（医師）
- 2代会長＜在任：平成17年～＞ 吉村正裕（吉村酒造社長）

## 出身著名人
- 山村紅葉 - 女優。推理作家山村美紗の娘。